# Football Club Internazionale Milano 2009-2010
Questa voce raccoglie le informazioni riguardanti il Football Club Internazionale Milano nelle competizioni ufficiali della stagione 2009-2010.

## Stagione

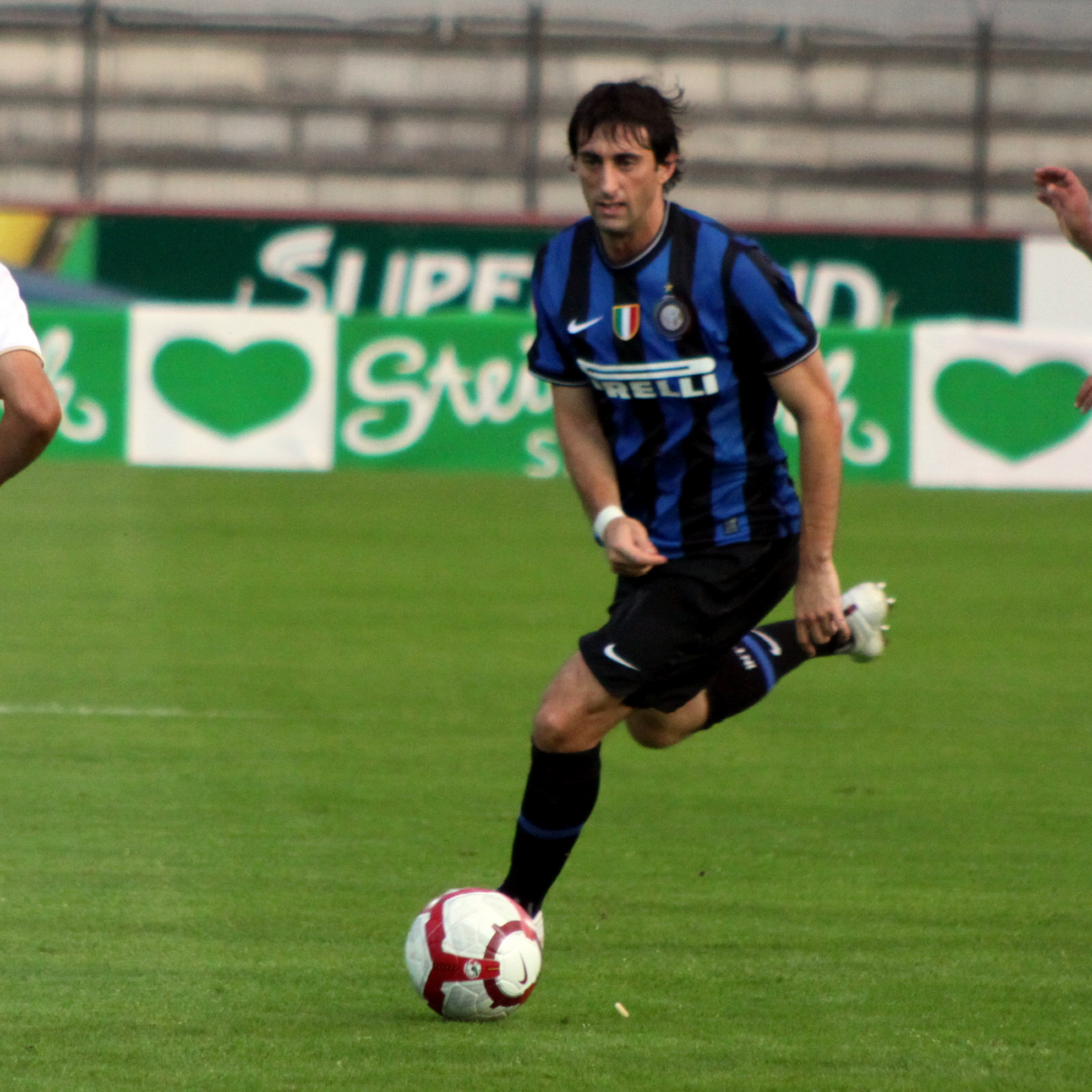
Milito ripagherà l'investimento fatto per acquistarlo dal Genoa segnando 30 gol in 52 presenze, compresi quelli decisivi nell'ultima giornata di campionato e nelle finali di Coppa Italia e Champions League.

In vista della nuova stagione, l'Inter decide di rivoluzionare il proprio organico: il centravanti Ibrahimović viene ceduto al Barcellona, in cambio di Eto'o e un robusto conguaglio economico. I nerazzurri acquistano altri due giocatori da formazioni europee di primo piano: il centrale difensivo Lúcio dal Bayern Monaco e il trequartista Sneijder dal Real Madrid. Da una squadra italiana, il Genoa, arrivano invece il regista Thiago Motta e il centravanti Milito. Oltre al succitato Ibrahimovic, lasciano il club anche quattro giocatori importanti nelle annate precedenti, quali il centrocampista Figo (che si ritira dal calcio giocato), gli attaccanti argentini Cruz e Crespo, che scelgono di continuare in altre squadre l'esperienza italiana, e l'involuto Adriano, ceduto al Flamengo.
La stagione si apre l'8 agosto 2009 con la sconfitta nella finale di Supercoppa italiana disputata allo Stadio nazionale di Pechino contro la Lazio: la rete di Eto'o – in gol all'esordio assoluto con la nuova maglia – risponde solo parzialmente a quelle di Matuzalém e Rocchi. Il campionato inizia – come i precedenti due – con un pareggio: 1-1 contro il neopromosso Bari. Il successivo turno vede già il derby, che viene vinto per 4-0: i nerazzurri non si imponevano in una stracittadina con uno scarto di quattro reti dal 5-1 del 24 marzo 1974. All'ottava giornata, dopo il largo successo esterno sul campo del Genoa (5-0), l'Inter conquista la vetta solitaria della classifica; con 16 punti nei successivi 6 turni la squadra nerazzurra allunga sulle dirette concorrenti e nonostante la sconfitta contro la Juventus alla quindicesima giornata riesce a conservare la vetta della classifica fino al termine del girone d'andata, laureandosi "campione d'inverno" davanti al Milan, distante otto punti seppur con una gara da recuperare.

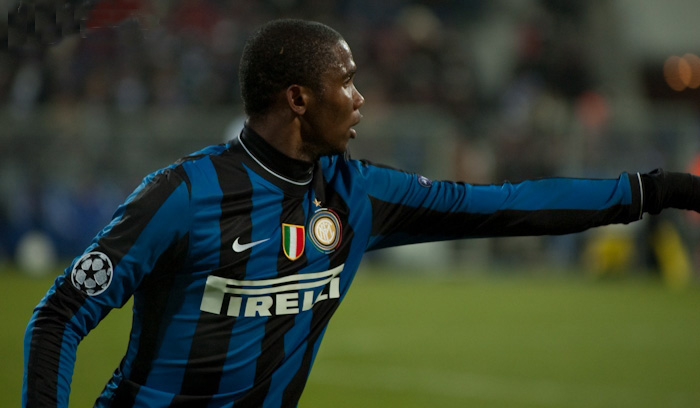
Eto'o durante la partita contro la Dinamo Kiev valevole per il quarto turno del Gruppo F di Champions League: il nuovo acquisto si rivelerà fondamentale per il prosieguo dell'avventura europea mostrando una sorprendente duttilità tattica.

Nel frattempo arriva la qualificazione agli ottavi di Champions League al termine di un girone complicato che vedeva l'Inter inserita nel gruppo F assieme ai campioni in carica del Barcellona, alla Dinamo Kiev e al Rubin. Nelle prime tre giornate i nerazzurri riescono a totalizzare solo 3 punti per effetto di altrettanti pareggi: 0-0 casalingo con gli spagnoli, 1-1 sul campo dei russi (Stanković) e 2-2 con gli ucraini al Meazza (Stanković e Samuel). Al quarto turno va in scena un incontro decisivo per il prosieguo del cammino europeo: sotto di un gol sul campo della Dinamo Kiev, l'Inter ribalta la situazione con Milito e Sneijder nei minuti finali della gara. La successiva sconfitta per 2-0 a Barcellona costringe la squadra nerazzurra a vincere l'ultima gara in programma il 9 dicembre al Meazza contro il Rubin Kazan': le reti di Eto'o e Balotelli valgono la qualificazione al turno successivo alle spalle del Barcellona.
Alla 20ª giornata il vantaggio sul secondo posto si riduce a 6 punti a causa del pareggio sul campo del Bari e alla vittoria del Milan sul Siena. Nel turno successivo il calendario propone proprio lo scontro diretto tra le due rivali: l'Inter vince per 2-0 grazie a Milito e Pandev e si riporta a 9 punti di distanza dai rossoneri. Tuttavia dalla 22ª alla 25ª giornata, i nerazzurri collezionano solo 6 punti sui 12 disponibili per effetto di 3 pareggi contro Parma, Napoli e Sampdoria e una sola vittoria col Cagliari: l'inatteso rallentamento favorisce il riavvicinamento alla vetta da parte delle inseguitrici, in particolare della Roma, che – reduce da una lunga striscia di risultati positivi – si porta a soli 5 punti dai nerazzurri, distratti anche dall'imminente impegno europeo.
La squadra di Mourinho negli ottavi di finale di Champions League deve fronteggiare il Chelsea: la gara di andata al Meazza termina per 2-1 in favore dell'Inter, che va a segno con Milito e Cambiasso dopo il momentaneo pareggio di Kalou; nella gara di ritorno a Stamford Bridge i nerazzurri centrano il successo per 1-0 grazie alla rete di Eto'o ottenendo la prima affermazione in terra inglese a distanza di sette anni dal 3-0 in casa dell'Arsenal e contestualmente la qualificazione ai quarti di finale dopo quattro anni.
In campionato, il Milan risale fino a un punto dalla vetta per effetto delle vittorie contro Fiorentina nel recupero e Chievo e della contemporanea sconfitta dell'Inter col Catania. La reazione è immediata: alla 30ª giornata i nerazzurri vincono col Livorno, e allungano a +4 sul Milan, sconfitto contro il Parma. La Roma, invece, vince contro il Bologna e accorcia a -4. Il turno successivo propone lo scontro diretto proprio contro la Roma, che si impone allo Stadio Olimpico per 2-1, riducendo lo svantaggio dalla vetta ad un solo punto.

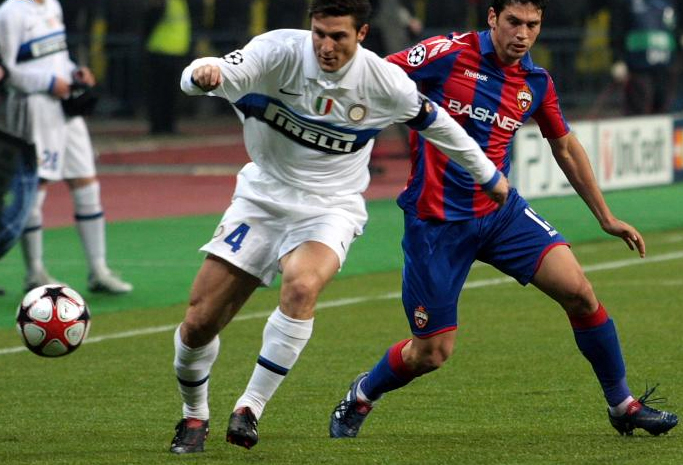
Zanetti, impegnato nella gara di ritorno dei quarti di Champions League contro il : grazie alla punizione vincente di Sneijder i nerazzurri vincono per 1-0 e si qualificano alle semifinali dopo sette anni.

Nei quarti di finale di Champions League, l'Inter è attesa dal CSKA Mosca: i nerazzurri hanno la meglio per 1-0 all'andata (Milito) e si impongono con lo stesso risultato a Mosca (Sneijder), approdando alle semifinali della competizione a sette anni di distanza dall'ultima volta contro il Milan.
Rituffatasi in campionato, l'Inter non va oltre il 2-2 con la Fiorentina permettendo alla Roma – che vince in casa con l'Atalanta – di effettuare il sorpasso in vetta. Il primato dei giallorossi dura poco perché alla 35ª giornata l'Inter vince in rimonta con l'Atalanta e approfitta della sconfitta della Roma con la Sampdoria per portarsi a due punti di vantaggio. L'attenzione è quindi rivolta al ritorno delle semifinali di Champions League contro il Barcellona: reduce dal 3-1 maturato a Milano in virtù delle reti di Sneijder, Maicon e Milito che avevano ribaltato l'iniziale vantaggio di Pedro per gli spagnoli, l'Inter – in inferiorità numerica per buona parte della gara a causa dell'espulsione di Motta – perde 1-0 al Camp Nou e passa il turno, tornando a disputare una finale di Champions League a trentotto anni dall'ultima volta.

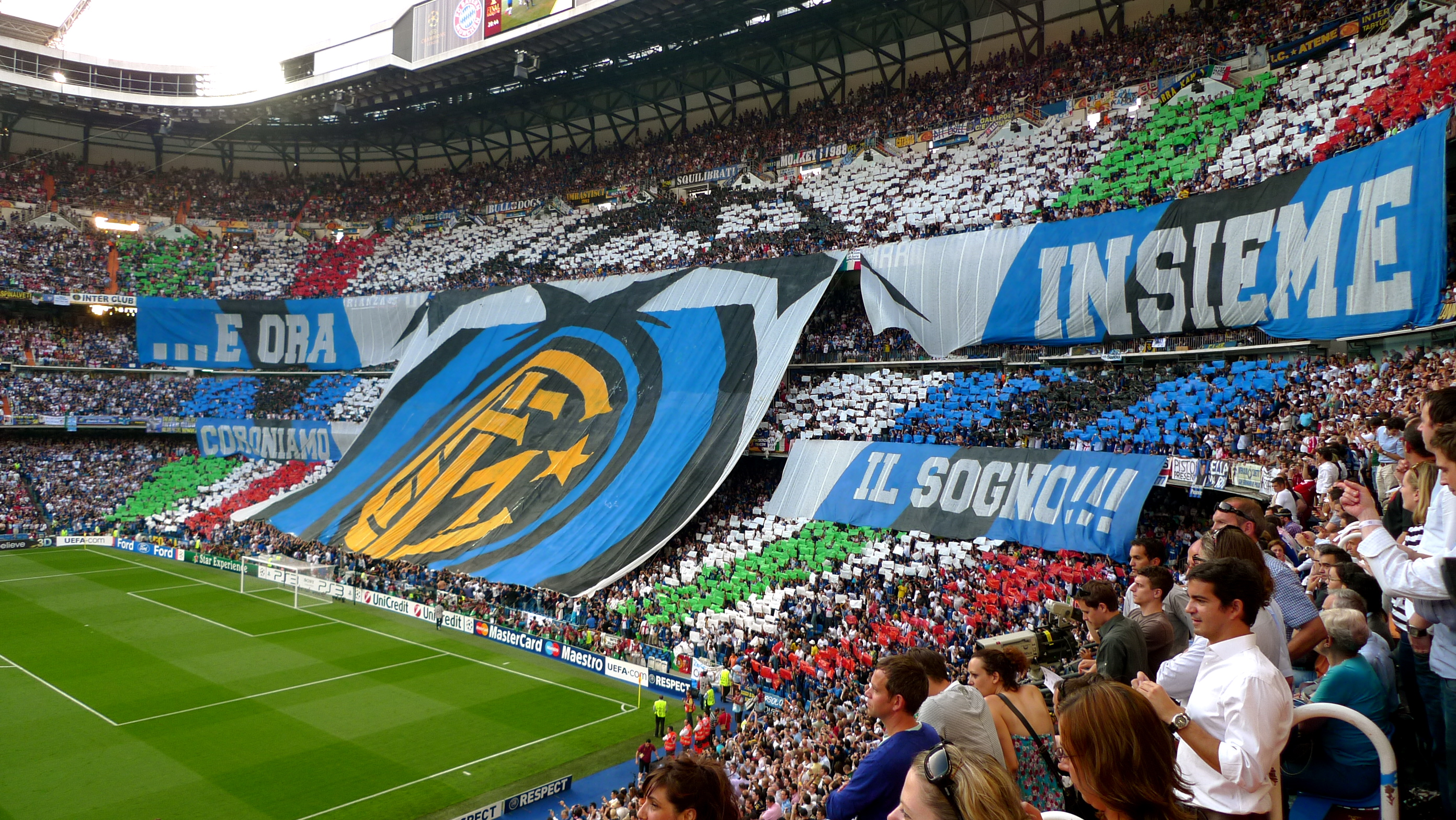
La coreografia allestita dalla Curva Nord prima della finale di Champions League contro il disputata allo stadio Santiago Bernabéu di Madrid: vincendo 2-0, i nerazzurri diventano il primo club italiano a centrare il Triplete.

Il 5 maggio 2010 allo Stadio Olimpico di Roma si gioca la finale di Coppa Italia, a cui i nerazzurri arrivano per la dodicesima volta nella loro storia dopo aver battuto il Livorno per 1-0 (Sneijder), la Juventus per 2-1 (Lúcio e Balotelli) e la Fiorentina con un doppio 1-0 (Milito all'andata ed Eto'o al ritorno): la rete di Milito basta per battere la Roma e conquistare il sesto successo nella competizione.
In campionato, la marcia dell'Inter prosegue inarrestabile fino al 16 maggio successivo quando è in programma la giornata conclusiva del torneo; ai nerazzurri serve una vittoria contro il Siena per mantenere il vantaggio di due punti sui giallorossi e i tre punti arrivano grazie al gol firmato da Milito. Per l'Inter si tratta del diciottesimo scudetto della sua storia – nonché il quinto consecutivo – mentre si avvicina l'appuntamento con la finale continentale che vede la squadra nerazzurra opposta al Bayern Monaco, vincitore anch'esso di campionato e coppa nazionale.
Il 22 maggio allo Stadio Santiago Bernabéu di Madrid va dunque in scena l'atto finale della massima competizione europea: Milito, con una rete per tempo, fissa il risultato sul 2-0 e regala all'Inter la conseguente vittoria del trofeo – il terzo nella storia del club – a 45 anni di distanza dall'ultima volta. Inoltre, con questo successo, i nerazzurri diventano la prima squadra nella storia del calcio italiano a centrare il Triplete vincendo nella stessa stagione campionato, coppa nazionale e Champions League.

## Divise e sponsor
Lo sponsor tecnico per la stagione 2009-2010 è Nike, mentre lo sponsor ufficiale è Pirelli.
La prima divisa presenta una maglia con nove strisce nerazzurre, cinque nere e quattro azzurre, di uguale larghezza, pantaloncini e calzettoni neri. La seconda divisa è invece composta da maglia bianca con fascia orizzontale nerazzurra, pantaloncini e calzettoni bianchi. Nel corso della stagione è stata utilizzata di tanto in tanto la casacca bianca rossocrociata già vista nell'annata precedente. Per celebrare i cento anni dalla vittoria del primo titolo nazionale, lo stemma societario è circondato dai colori della bandiera italiana (verde, bianco e rosso).
| Casa | Trasferta | Trasferta (38ª Serie A) | Terza divisa | 1ª portiere | 2ª portiere | 3ª portiere |

## Organigramma societario
Dal sito ufficiale della società.
Area direttiva
- Presidente: Massimo Moratti
- Vice presidenti: Angelomario Moratti, Rinaldo Ghelfi
- Comitato di gestione: Angelomario Moratti, Rinaldo Ghelfi, Ernesto Paolillo
- Consiglio di amministrazione: Carlo d'Urso, Maurizio Fabris, Marco Gastel, Rinaldo Ghelfi, Tommaso Giulini, Amato Luigi Molinari, Angelo Moratti, Angelomario Moratti, Giovanni Moratti, Massimo Moratti, Natalino Curzola Moratti, Ernesto Paolillo, Pier Francesco Saviotti, Accursio Scorza, Marco Tronchetti Provera
- Collegio sindacale e sindaci effettivi: Giovanni Luigi Camera, Fabrizio Colombo, Alberto Usuelli, Franco Buccarella, Paolo Andrea Colombo
- Amministratore delegato, direttore generale e direttore commerciale ad interim: Ernesto Paolillo
- Vice direttore generale: Stefano Filucchi
- Segretaria di presidenza: Monica Volpi
- Direttore amministrazione, finanza e controllo: Paolo Pessina

Area organizzativa
- Segretario generale e resp. risorse umane: Luciano Cucchia
- Direttore personale e resp. servizi operativi: Angelo Paolillo
- Team manager: Andrea Butti
- Direttore area stadio e sicurezza: Pierfrancesco Barletta

Area comunicazione
- Direttore comunicazione: Paolo Viganò
- Direttore editoriale, canale e rivista: Susanna Wermelinger
- Ufficio Stampa: Luigi Crippa, Claudia Maddalena, Stewart Park, Leo Picchi

Area tecnica
- Direttore area tecnica: Marco Branca
- Responsabile sportivo 1ª squadra: Gabriele Oriali
- Team Manager: Andrea Butti
- Allenatore: José Mourinho
- Vice allenatore: Giuseppe Baresi
- Assistente tecnico e preparatore atletico: Rui Faria
- Assistenti tecnici: Daniele Bernazzani, José Morais
- Allenatore portieri: Silvino Louro
- Preparatori atletici: Stefano Rapetti, Andrea Nuti

Area sanitaria
- Direttore area medica: Franco Combi
- Medico: Giorgio Panico
- Massaggiatori e fisioterapisti: Marco Dellacasa, Massimo Dellacasa, Andrea Galli, Luigi Sessolo, Alberto Galbiati

## Rosa
Rosa aggiornata al 22 maggio 2010.
| N. |                        | Ruolo | Calciatore                   |
| -- | ---------------------- | ----- | ---------------------------- |
| 1  | Italia (bandiera)      | P     | Francesco Toldo              |
| 2  | Colombia (bandiera)    | D     | Iván Córdoba (vice capitano) |
| 4  | Argentina (bandiera)   | D     | Javier Zanetti (capitano)    |
| 5  | Serbia (bandiera)      | C     | Dejan Stanković              |
| 6  | Brasile (bandiera)     | D     | Lúcio                        |
| 7  | Portogallo (bandiera)  | C     | Ricardo Quaresma             |
| 8  | Brasile (bandiera)     | C     | Thiago Motta                 |
| 9  | Camerun (bandiera)     | A     | Samuel Eto'o                 |
| 10 | Paesi Bassi (bandiera) | C     | Wesley Sneijder              |
| 11 | Ghana (bandiera)       | C     | Sulley Muntari               |
| 12 | Brasile (bandiera)     | P     | Júlio César                  |
| 13 | Brasile (bandiera)     | D     | Maicon                       |
| 14 | Francia (bandiera)     | C     | Patrick Vieira               |
| 15 | Slovenia (bandiera)    | C     | Rene Krhin                   |
| 17 | Kenya (bandiera)       | C     | McDonald Mariga              |
| 18 | Honduras (bandiera)    | A     | David Suazo                  |
| 19 | Argentina (bandiera)   | C     | Esteban Cambiasso            |

| N. |                               | Ruolo | Calciatore        |
| -- | ----------------------------- | ----- | ----------------- |
| 21 | Italia (bandiera)             | P     | Paolo Orlandoni   |
| 22 | Argentina (bandiera)          | A     | Diego Milito      |
| 23 | Italia (bandiera)             | D     | Marco Materazzi   |
| 25 | Argentina (bandiera)          | D     | Walter Samuel     |
| 26 | Romania (bandiera)            | D     | Cristian Chivu    |
| 27 | Macedonia del Nord (bandiera) | A     | Goran Pandev      |
| 28 | Serbia (bandiera)             | C     | Alen Stevanović   |
| 29 | Italia (bandiera)             | D     | Giulio Donati     |
| 30 | Brasile (bandiera)            | C     | Mancini           |
| 31 | Romania (bandiera)            | A     | Denis Alibec      |
| 39 | Italia (bandiera)             | D     | Davide Santon     |
| 44 | Svezia (bandiera)             | C     | Sebastian Carlsén |
| 45 | Italia (bandiera)             | A     | Mario Balotelli   |
| 48 | Italia (bandiera)             | C     | Lorenzo Crisetig  |
| 51 | Slovenia (bandiera)           | P     | Vid Belec         |
| 89 | Austria (bandiera)            | A     | Marko Arnautović  |

## Calciomercato

### Sessione estiva(dall'1/7 al 31/8)
Il 20 maggio 2009, a campionato non ancora concluso, viene annunciato l'acquisto di Diego Milito e Thiago Motta dal Genoa in cambio dei cartellini di Leonardo Bonucci, Riccardo Meggiorini, Francesco Bolzoni e Robert Acquafresca, in prestito al Cagliari durante la stagione precedente. Vengono acquistati a titolo definitivo il difensore Lúcio dal Bayern Monaco per 7 milioni di € e il trequartista Wesley Sneijder dal Real Madrid per 15 milioni di €. Viene inoltre acquistata la giovane promessa Marko Arnautović in prestito con diritto di riscatto dal Twente. Vengono infine reintegrati in rosa Ricardo Quaresma e David Suazo, rispettivamente in prestito al Chelsea e al Benfica nella scorsa stagione.
Lasciano i nerazzurri, a causa della scadenza del loro contratto, Luís Figo, che si ritira dal calcio giocato, Julio Cruz, che si trasferisce alla Lazio, ed Hernán Crespo, che si trasferisce al Genoa. Maxwell e Zlatan Ibrahimović si trasferiscono entrambi a titolo definitivo al Barcellona: il primo per 8 milioni di € e il secondo in cambio del cartellino di Samuel Eto'o e di un conguaglio di circa 50 milioni di €. Vengono infine ceduti in prestito secco Nelson Rivas (al Livorno), Nicolás Burdisso (alla Roma), e Victor Obinna (al Malaga), mentre Luis Antonio Jiménez parte in direzione West Ham in prestito con diritto di riscatto.
| Acquisti | Acquisti            | Acquisti      | Acquisti                          |
| R.       | Nome                | da            | Modalità                          |
| -------- | ------------------- | ------------- | --------------------------------- |
| D        | Ivan Fatić          | Salernitana   | fine prestito                     |
| D        | Lúcio               | Bayern Monaco | definitivo (7 milioni €)          |
| C        | Olivier Dacourt     | Fulham        | fine prestito                     |
| C        | Jonathan Biabiany   | Modena        | fine prestito                     |
| C        | Ricardo Quaresma    | Chelsea       | fine prestito                     |
| C        | Thiago Motta        | Genoa         | definitivo (10,2 milioni €)       |
| C        | Wesley Sneijder     | Real Madrid   | definitivo (15 milioni €)         |
| A        | Robert Acquafresca  | Cagliari      | fine prestito                     |
| A        | Riccardo Meggiorini | Cittadella    | risoluzione comp. (2,5 milioni €) |
| A        | David Suazo         | Benfica       | fine prestito                     |
| A        | Diego Milito        | Genoa         | definitivo (25 milioni €)         |
| A        | Kerlon              | Chievo        | definitivo (svincolato)           |
| A        | Samuel Eto'o        | Barcellona    | definitivo                        |
| A        | Marko Arnautović    | Twente        | prestito con diritto di riscatto  |

| Cessioni | Cessioni             | Cessioni       | Cessioni                                    |
| R.       | Nome                 | a              | Modalità                                    |
| -------- | -------------------- | -------------- | ------------------------------------------- |
| D        | Leonardo Bonucci     | Genoa          | definitivo (4 milioni €)                    |
| D        | Ivan Fatić           | Chievo         | riscatto comp.                              |
| D        | Andrea Mei           | Crotone        | prestito con diritto di riscatto della metà |
| D        | Maxwell              | Barcellona     | definitivo (5 milioni €)                    |
| D        | Nicolás Burdisso     | Roma           | prestito                                    |
| D        | Nelson Rivas         | Livorno        | prestito                                    |
| C        | Cristian Daminuță    | Modena         | prestito                                    |
| C        | Luís Figo            | -              | fine carriera (svincolato)                  |
| C        | Olivier Dacourt      | Standard Liegi | definitivo (svincolato)                     |
| C        | Francesco Bolzoni    | Genoa          | definitivo (3 milioni €)                    |
| C        | Luis Antonio Jiménez | West Ham Utd   | prestito con diritto di riscatto            |
| C        | Jonathan Biabiany    | Parma          | prestito con diritto di riscatto della metà |
| A        | Riccardo Meggiorini  | Genoa          | definitivo (5 milioni €)                    |
| A        | Robert Acquafresca   | Genoa          | definitivo (15 milioni €)                   |
| A        | Zlatan Ibrahimović   | Barcellona     | definitivo (69,5 milioni €)                 |
| A        | Hernán Crespo        | Genoa          | definitivo (svincolato)                     |
| A        | Julio Cruz           | Lazio          | definitivo (svincolato)                     |
| A        | Victor Nsofor Obinna | Malaga         | prestito                                    |
| A        | Kerlon               | Ajax           | prestito                                    |

### Sessione invernale(dal 2/1 all'1/2)
Il 4 gennaio 2010 l'Inter comunica l'acquisto di Goran Pandev dalla Lazio mentre, qualche settimana più tardi, viene ingaggiato anche McDonald Mariga dal Parma. Lasciano il club Mancini, Patrick Vieira e David Suazo, che si trasferiscono rispettivamente al Milan, al Manchester City e al Genoa.
| Acquisti | Acquisti             | Acquisti     | Acquisti                     |
| R.       | Nome                 | da           | Modalità                     |
| -------- | -------------------- | ------------ | ---------------------------- |
| D        | Andrea Mei           | Crotone      | fine prestito                |
| C        | Jonathan Biabiany    | Parma        | fine prestito                |
| C        | Cristian Daminuță    | Modena       | fine prestito                |
| C        | Attila Filkor        | Sassuolo     | fine prestito                |
| C        | Luis Antonio Jiménez | West Ham Utd | fine prestito                |
| C        | McDonald Mariga      | Parma        | comproprietà (2,5 milioni €) |
| A        | Goran Pandev         | Lazio        | definitivo (svincolato)      |

| Cessioni | Cessioni          | Cessioni        | Cessioni                                    |
| R.       | Nome              | a               | Modalità                                    |
| -------- | ----------------- | --------------- | ------------------------------------------- |
| D        | Andrea Mei        | Lumezzane       | prestito                                    |
| C        | Jonathan Biabiany | Parma           | comproprietà (2,5 milioni €)                |
| C        | Cristian Daminuță | Dinamo Bucarest | prestito                                    |
| C        | Attila Filkor     | Gallipoli       | prestito                                    |
| C        | Luis Jiménez      | Parma           | prestito                                    |
| C        | Mancini           | Milan           | prestito con diritto di riscatto della metà |
| C        | Patrick Vieira    | Manchester City | definitivo                                  |
| A        | David Suazo       | Genoa           | prestito                                    |

## Risultati

### Serie A

#### Girone di andata
| Arbitro: | Russo (Nola) |

|                  |           |             |
| Eto'o 56’ (rig.) | Marcatori | 74’ Kutuzov |

| Arbitro: | Rizzoli (Bologna) |

|  |           |                                                                |
|  | Marcatori | 29’ Thiago Motta 36’ (rig.) Milito 45'+1’ Maicon 67’ Stanković |

| Arbitro: | Rosetti (Torino) |

|                      |           |  |
| Eto'o 71’ Milito 88’ | Marcatori |  |

| Arbitro: | Orsato (Schio) |

|                 |           |                 |
| Jeda 16’ (rig.) | Marcatori | 51’, 56’ Milito |

| Arbitro: | Trefoloni (Siena) |

|                              |           |             |
| Eto'o 2’ Milito 5’ Lúcio 32’ | Marcatori | 37’ Lavezzi |

| Arbitro: | Rizzoli (Bologna) |

|             |           |  |
| Pazzini 72’ | Marcatori |  |

| Arbitro: | Bergonzi (Genova) |

|                              |           |               |
| Stanković 22’ Sneijder 90+3’ | Marcatori | 27’ Di Natale |

| Arbitro: | Morganti (Ascoli Piceno) |

|  |           |                                                                   |
|  | Marcatori | 6’ Cambiasso 31’ Balotelli 45'+3’ Stanković 66’ Vieira 71’ Maicon |

| Arbitro: | Giannoccaro (Lecce) |

|                          |           |                    |
| Muntari 13’ Sneijder 31’ | Marcatori | 84’ (rig.) Mascara |

| Arbitro: | Tagliavento (Terni) |

|                                                    |           |                                |
| Eto'o 7’ (rig.), 43’ Balotelli 33’, 42’ Milito 83’ | Marcatori | 48’, 67’ Miccoli 61’ Hernández |

| Arbitro: | Morganti (Ascoli Piceno) |

|  |           |                       |
|  | Marcatori | 49’ Milito 81’ Maicon |

| Arbitro: | Rocchi (Firenze) |

|           |           |             |
| Eto'o 48’ | Marcatori | 13’ Vučinić |

| Arbitro: | Rosetti (Torino) |

|              |           |                                        |
| Zalayeta 23’ | Marcatori | 22’ Milito 42’ Balotelli 72’ Cambiasso |

| Arbitro: | Damato (Barletta) |

|                   |           |  |
| Milito 84’ (rig.) | Marcatori |  |

| Arbitro: | Saccani (Mantova) |

|                             |           |           |
| Chiellini 20’ Marchisio 58’ | Marcatori | 26’ Eto'o |

| Arbitro: | Rizzoli (Bologna) |

|                |           |            |
| Tiribocchi 81’ | Marcatori | 15’ Milito |

| Arbitro: | Russo (Nola) |

|           |           |  |
| Eto'o 14’ | Marcatori |  |

| Arbitro: | Pierpaoli (Firenze) |

|  |           |               |
|  | Marcatori | 12’ Balotelli |

| Arbitro: | Peruzzo (Schio) |

|                                            |           |                              |
| Milito 24’ Sneijder 36’, 88’ Samuel 90'+4’ | Marcatori | 18’, 65’ Maccarone 37’ Ekdal |

#### Girone di ritorno
| Arbitro: | Rosetti (Torino) |

|                                |           |                              |
| Barreto 60’ (rig.), 63’ (rig.) | Marcatori | 69’ Pandev 74’ (rig.) Milito |

| Arbitro: | Rocchi (Firenze) |

|                       |           |  |
| Milito 10’ Pandev 65’ | Marcatori |  |

| Arbitro: | Bergonzi (Genova) |

|             |           |               |
| Bojinov 55’ | Marcatori | 59’ Balotelli |

| Arbitro: | Gervasoni (Mantova) |

|                                 |           |  |
| Pandev 6’ Samuel 20’ Milito 47’ | Marcatori |  |

| Napoli 14 febbraio 2010, ore 20:45 CET 24ª giornata | Napoli           | 0 – 0 referto | Inter | Stadio San Paolo (56.211 spett.)\| Arbitro: \| Rosetti (Torino) \| |
| Arbitro:                                            | Rosetti (Torino) |               |       |                                                                    |

| Milano 20 febbraio 2010, ore 20:45 CET 25ª giornata | Inter               | 0 – 0 referto | Sampdoria | Stadio Giuseppe Meazza (53.806 spett.)\| Arbitro: \| Tagliavento (Terni) \| |
| Arbitro:                                            | Tagliavento (Terni) |               |           |                                                                             |

| Arbitro: | Bergonzi (Genova) |

|                              |           |                                       |
| Pepe 2’ Di Natale 52’ (rig.) | Marcatori | 6’ Balotelli 21’ Maicon 45'+1’ Milito |

| Milano 7 marzo 2010, ore 20:45 CET 27ª giornata | Inter           | 0 – 0 referto | Genoa | Stadio Giuseppe Meazza (51.795 spett.)\| Arbitro: \| Banti (Livorno) \| |
| Arbitro:                                        | Banti (Livorno) |               |       |                                                                         |

| Arbitro: | Valeri (Roma) |

|                                                |           |            |
| Maxi López 74’ Mascara 81’ (rig.) Martínez 90’ | Marcatori | 54’ Milito |

| Arbitro: | Damato (Barletta) |

|            |           |                   |
| Cavani 24’ | Marcatori | 11’ (rig.) Milito |

| Arbitro: | Brighi (Cesena) |

|                           |           |  |
| Eto'o 36’, 41’ Maicon 61’ | Marcatori |  |

| Arbitro: | Morganti (Ascoli Piceno) |

|                       |           |            |
| De Rossi 17’ Toni 72’ | Marcatori | 66’ Milito |

| Arbitro: | Banti (Livorno) |

|                                     |           |  |
| Thiago Motta 29’, 86’ Balotelli 52’ | Marcatori |  |

| Arbitro: | Bergonzi (Genova) |

|                            |           |                      |
| Keirrison 11’ Krøldrup 82’ | Marcatori | 74’ Milito 81’ Eto'o |

| Arbitro: | Damato (Barletta) |

|                         |           |  |
| Maicon 75’ Eto'o 90'+2’ | Marcatori |  |

| Arbitro: | Orsato (Schio) |

|                                  |           |               |
| Milito 24’ Muntari 35’ Chivu 78’ | Marcatori | 5’ Tiribocchi |

| Arbitro: | Bergonzi (Genova) |

|  |           |                                |
|  | Marcatori | 45'+1’ Samuel 70’ Thiago Motta |

| Arbitro: | Banti (Livorno) |

|                                                             |           |                                                     |
| Mantovani 14’ (aut.) Cambiasso 34’ Milito 39’ Balotelli 52’ | Marcatori | 12’ (aut.) Thiago Motta 60’ Granoche 75’ Pellissier |

| Arbitro: | Morganti (Ascoli Piceno) |

|  |           |            |
|  | Marcatori | 57’ Milito |

### Coppa Italia

#### Fase finale
| Arbitro: | Peruzzo (Schio) |

|              |           |  |
| Sneijder 61’ | Marcatori |  |

| Arbitro: | Damato (Barletta) |

|                         |           |           |
| Lúcio 71’ Balotelli 89’ | Marcatori | 10’ Diego |

| Arbitro: | Tagliavento (Terni) |

|            |           |  |
| Milito 34’ | Marcatori |  |

| Arbitro: | Rizzoli (Bologna) |

|  |           |           |
|  | Marcatori | 57’ Eto'o |

| Arbitro: | Rizzoli (Bologna) |

|            |           |  |
| Milito 40’ | Marcatori |  |

### UEFA Champions League

#### Fase a gironi
| Milano 16 settembre 2009, ore 20:45 CEST 1ª giornata - Gruppo F | Inter | 0 – 0 referto | Barcellona | Stadio Giuseppe Meazza (76.000 spett.)\| Arbitro: \| Stark \| |
| Arbitro:                                                        | Stark |               |            |                                                               |

| Arbitro: | Hauge |

|               |           |               |
| Domínguez 11’ | Marcatori | 27’ Stanković |

| Arbitro: | Atkinson |

|                          |           |                              |
| Stanković 35’ Samuel 47’ | Marcatori | 5’ Mikhalik 40’ (aut.) Lúcio |

| Arbitro: | Layec |

|              |           |                         |
| Ševčenko 21’ | Marcatori | 86’ Milito 89’ Sneijder |

| Arbitro: | Busacca |

|                     |           |  |
| Piqué 10’ Pedro 26’ | Marcatori |  |

| Arbitro: | Vink |

|                         |           |  |
| Eto'o 31’ Balotelli 64’ | Marcatori |  |

#### Fase ad eliminazione diretta
| Arbitro: | Mejuto González |

|                         |           |           |
| Milito 3’ Cambiasso 55’ | Marcatori | 51’ Kalou |

| Arbitro: | Stark |

|  |           |           |
|  | Marcatori | 78’ Eto'o |

| Arbitro: | Webb |

|            |           |  |
| Milito 65’ | Marcatori |  |

| Arbitro: | Lannoy |

|  |           |             |
|  | Marcatori | 6’ Sneijder |

| Arbitro: | Benquerença |

|                                    |           |           |
| Sneijder 30’ Maicon 48’ Milito 61’ | Marcatori | 19’ Pedro |

| Arbitro: | De Bleeckere |

|           |           |  |
| Piqué 84’ | Marcatori |  |

| Arbitro: | Webb |

|  |           |                 |
|  | Marcatori | 35’, 70’ Milito |

### Supercoppa italiana

#### Finale
| Arbitro: | Morganti (Ascoli Piceno) |

|           |           |                          |
| Eto'o 78’ | Marcatori | 63’ Matuzalém 66’ Rocchi |

## Statistiche

### Statistiche di squadra
Statistiche aggiornate al 22 maggio 2010.
| Competizione        | Punti | In casa | In casa | In casa | In casa | In casa | In casa | In trasferta | In trasferta | In trasferta | In trasferta | In trasferta | In trasferta | Totale | Totale | Totale | Totale | Totale | Totale | DR  |
| Competizione        | Punti | G       | V       | N       | P       | Gf      | Gs      | G            | V            | N            | P            | Gf           | Gs           | G      | V      | N      | P      | Gf     | Gs     | DR  |
| ------------------- | ----- | ------- | ------- | ------- | ------- | ------- | ------- | ------------ | ------------ | ------------ | ------------ | ------------ | ------------ | ------ | ------ | ------ | ------ | ------ | ------ | --- |
| Serie A             | 82    | 19      | 15      | 4       | 0       | 42      | 15      | 19           | 9            | 6            | 4            | 33           | 19           | 38     | 24     | 10     | 4      | 75     | 34     | +41 |
| Coppa Italia        | -     | 3       | 3       | 0       | 0       | 4       | 1       | 1            | 1            | 0            | 0            | 1            | 0            | 5      | 5      | 0      | 0      | 6      | 1      | +5  |
| Champions League    | 9     | 6       | 4       | 2       | 0       | 10      | 4       | 6            | 3            | 1            | 2            | 5            | 5            | 13     | 8      | 3      | 2      | 17     | 9      | +8  |
| Supercoppa italiana | -     | -       | -       | -       | -       | -       | -       | -            | -            | -            | -            | -            | -            | 1      | 0      | 0      | 1      | 1      | 2      | −1  |
| Totale              | -     | 28      | 22      | 6       | 0       | 56      | 20      | 26           | 13           | 7            | 6            | 39           | 24           | 57     | 37     | 13     | 7      | 99     | 46     | +53 |

### Andamento in campionato
| Giornata  | 1  | 2 | 3 | 4 | 5 | 6 | 7 | 8 | 9 | 10 | 11 | 12 | 13 | 14 | 15 | 16 | 17 | 18 | 19 | 20 | 21 | 22 | 23 | 24 | 25 | 26 | 27 | 28 | 29 | 30 | 31 | 32 | 33 | 34 | 35 | 36 | 37 | 38 |
| --------- | -- | - | - | - | - | - | - | - | - | -- | -- | -- | -- | -- | -- | -- | -- | -- | -- | -- | -- | -- | -- | -- | -- | -- | -- | -- | -- | -- | -- | -- | -- | -- | -- | -- | -- | -- |
| Luogo     | C  | T | C | T | C | T | C | T | C | C  | T  | C  | T  | C  | T  | T  | C  | T  | C  | T  | C  | T  | C  | T  | C  | T  | C  | T  | T  | C  | T  | C  | T  | C  | C  | T  | C  | T  |
| Risultato | N  | V | V | V | V | P | V | V | V | V  | V  | N  | V  | V  | P  | N  | V  | V  | V  | N  | V  | N  | V  | N  | N  | V  | N  | P  | N  | V  | P  | V  | N  | V  | V  | V  | V  | V  |
| Posizione | 12 | 5 | 4 | 3 | 1 | 3 | 1 | 1 | 1 | 1  | 1  | 1  | 1  | 1  | 1  | 1  | 1  | 1  | 1  | 1  | 1  | 1  | 1  | 1  | 1  | 1  | 1  | 1  | 1  | 1  | 1  | 1  | 2  | 2  | 1  | 1  | 1  | 1  |

Fonte:  Serie A TIM 2009/2010, su legaseriea.it. URL consultato il 9 giugno 2018 (archiviato dall'url originale il 29 settembre 2017).
Legenda:

Luogo: C = Casa; T = Trasferta. Risultato: V = Vittoria; N = Pareggio; P = Sconfitta.

### Statistiche dei giocatori
Sono in corsivo i calciatori che hanno lasciato la società a stagione in corso.
| Giocatore     | Serie A  | Serie A | Serie A     | Serie A    | Coppa Italia | Coppa Italia | Coppa Italia | Coppa Italia | UEFA Champions League | UEFA Champions League | UEFA Champions League | UEFA Champions League | Supercoppa italiana | Supercoppa italiana | Supercoppa italiana | Supercoppa italiana | Totale   | Totale | Totale      | Totale     |
| Giocatore     | Presenze | Reti    | Ammonizioni | Espulsioni | Presenze     | Reti         | Ammonizioni  | Espulsioni   | Presenze              | Reti                  | Ammonizioni           | Espulsioni            | Presenze            | Reti                | Ammonizioni         | Espulsioni          | Presenze | Reti   | Ammonizioni | Espulsioni |
| ------------- | -------- | ------- | ----------- | ---------- | ------------ | ------------ | ------------ | ------------ | --------------------- | --------------------- | --------------------- | --------------------- | ------------------- | ------------------- | ------------------- | ------------------- | -------- | ------ | ----------- | ---------- |
| M. Arnautović | 3        | 0       | 0           | 0          | 0            | 0            | 0            | 0            | 0                     | 0                     | 0                     | 0                     | -                   | -                   | -                   | -                   | 3        | 0      | 0           | 0          |
| M. Balotelli  | 26       | 9       | 7           | 0          | 5            | 1            | 2            | 0            | 8                     | 1                     | 3                     | 1                     | 1                   | 0                   | 0                   | 0                   | 40       | 11     | 12          | 1          |
| V. Belec      | 0        | 0       | 0           | 0          | 0            | 0            | 0            | 0            | 0                     | 0                     | 0                     | 0                     | -                   | -                   | -                   | -                   | 0        | 0      | 0           | 0          |
| E. Cambiasso  | 30       | 3       | 3           | 0          | 4            | 0            | 0            | 0            | 12                    | 1                     | 0                     | 0                     | 1                   | 0                   | 0                   | 0                   | 47       | 4      | 3           | 0          |
| J. César      | 38       | -34     | 0           | 0          | 2            | 0            | 0            | 0            | 13                    | -9                    | 2                     | 0                     | 1                   | -2                  | 0                   | 0                   | 54       | -45    | 2           | 0          |
| C. Chivu      | 20       | 1       | 8           | 0          | 3            | 0            | 1            | 0            | 9                     | 0                     | 5                     | 0                     | 1                   | 0                   | 1                   | 0                   | 33       | 1      | 15          | 0          |
| I. Córdoba    | 21       | 0       | 5           | 1          | 2            | 0            | 1            | 0            | 2                     | 0                     | 0                     | 0                     | 0                   | 0                   | 0                   | 0                   | 25       | 0      | 6           | 1          |
| G. Donati     | 0        | 0       | 0           | 0          | 1            | 0            | 0            | 0            | -                     | -                     | -                     | -                     | -                   | -                   | -                   | -                   | 1        | 0      | 0           | 0          |
| S. Eto'o      | 32       | 12      | 6           | 0          | 2            | 1            | 0            | 0            | 13                    | 2                     | 2                     | 0                     | 1                   | 1                   | 0                   | 0                   | 48       | 16     | 8           | 0          |
| R. Krhin      | 5        | 0       | 0           | 0          | 0            | 0            | 0            | 0            | 0                     | 0                     | 0                     | 0                     | 0                   | 0                   | 0                   | 0                   | 5        | 0      | 0           | 0          |
| Lúcio         | 31       | 1       | 6           | 1          | 4            | 1            | 1            | 0            | 12                    | 0                     | 3                     | 0                     | 1                   | 0                   | 0                   | 0                   | 48       | 2      | 10          | 1          |
| Maicon        | 33       | 6       | 7           | 1          | 5            | 0            | 1            | 0            | 13                    | 1                     | 2                     | 0                     | 1                   | 0                   | 1                   | 0                   | 52       | 7      | 11          | 1          |
| Mancini       | 6        | 0       | 0           | 0          | 0            | 0            | 0            | 0            | 1                     | 0                     | 0                     | 0                     | 0                   | 0                   | 0                   | 0                   | 7        | 0      | 0           | 0          |
| M. Mariga     | 8        | 0       | 1           | 0          | 2            | 0            | 0            | 0            | 3                     | 0                     | 1                     | 0                     | -                   | -                   | -                   | -                   | 13       | 0      | 2           | 0          |
| M. Materazzi  | 12       | 0       | 2           | 0          | 4            | 0            | 1            | 0            | 4                     | 0                     | 1                     | 0                     | 0                   | 0                   | 0                   | 0                   | 20       | 0      | 4           | 0          |
| D. Milito     | 35       | 22      | 2           | 0          | 5            | 2            | 0            | 0            | 11                    | 6                     | 1                     | 0                     | 1                   | 0                   | 0                   | 0                   | 52       | 30     | 3           | 0          |
| T. Motta      | 26       | 4       | 7           | 0          | 5            | 0            | 1            | 0            | 8                     | 0                     | 4                     | 1                     | 1                   | 0                   | 0                   | 0                   | 40       | 4      | 12          | 1          |
| S. Muntari    | 27       | 2       | 8           | 1          | 5            | 0            | 0            | 0            | 9                     | 0                     | 1                     | 0                     | 1                   | 0                   | 1                   | 0                   | 42       | 2      | 10          | 1          |
| P. Orlandoni  | 0        | 0       | 0           | 0          | 0            | 0            | 0            | 0            | 0                     | 0                     | 0                     | 0                     | 0                   | 0                   | 0                   | 0                   | 0        | 0      | 0           | 0          |
| G. Pandev     | 19       | 3       | 2           | 0          | 2            | 0            | 0            | 0            | 6                     | 0                     | 0                     | 0                     | -                   | -                   | -                   | -                   | 27       | 3      | 2           | 0          |
| R. Quaresma   | 11       | 0       | 1           | 0          | 0            | 0            | 0            | 0            | 2                     | 0                     | 0                     | 0                     | 0                   | 0                   | 0                   | 0                   | 13       | 0      | 1           | 0          |
| W. Samuel     | 28       | 3       | 9           | 1          | 1            | 0            | 1            | 0            | 13                    | 1                     | 2                     | 0                     | 0                   | 0                   | 0                   | 0                   | 42       | 4      | 12          | 1          |
| D. Santon     | 12       | 0       | 0           | 0          | 2            | 0            | 0            | 0            | 1                     | 0                     | 0                     | 0                     | 0                   | 0                   | 0                   | 0                   | 15       | 0      | 0           | 0          |
| W. Sneijder   | 26       | 4       | 5           | 2          | 4            | 1            | 0            | 0            | 11                    | 3                     | 0                     | 0                     | -                   | -                   | -                   | -                   | 41       | 8      | 5           | 2          |
| D. Stanković  | 29       | 3       | 10          | 0          | 1            | 0            | 1            | 0            | 12                    | 2                     | 3                     | 0                     | 1                   | 0                   | 0                   | 0                   | 43       | 5      | 14          | 0          |
| A. Stevanović | 1        | 0       | 0           | 0          | 0            | 0            | 0            | 0            | -                     | -                     | -                     | -                     | -                   | -                   | -                   | -                   | 1        | 0      | 0           | 0          |
| D. Suazo      | 1        | 0       | 0           | 0          | 1            | 0            | 0            | 0            | 1                     | 0                     | 0                     | 0                     | 1                   | 0                   | 0                   | 0                   | 4        | 0      | 0           | 0          |
| F. Toldo      | 0        | 0       | 0           | 0          | 3            | -1           | 0            | 0            | 0                     | 0                     | 0                     | 0                     | 0                   | 0                   | 0                   | 0                   | 3        | -1     | 0           | 0          |
| P. Vieira     | 12       | 1       | 3           | 0          | 1            | 0            | 0            | 0            | 2                     | 0                     | 0                     | 0                     | 1                   | 0                   | 0                   | 0                   | 16       | 1      | 3           | 0          |
| J. Zanetti    | 37       | 0       | 4           | 0          | 4            | 0            | 0            | 0            | 13                    | 0                     | 2                     | 0                     | 1                   | 0                   | 0                   | 0                   | 55       | 0      | 6           | 0          |

## Giovanili

### Organigramma societario
Dal sito ufficiale della società.
Area direttiva e organizzativa
- Amministratore delegato: Ernesto Paolillo
- Direttore: Piero Ausilio
- Responsabile tecnico: Roberto Samaden
- Responsabile organizzativo: Alberto Celario
- Responsabile area ricerca e selezione: Pierluigi Casiraghi
- Coordinatore osservatori: Giuseppe Giavardi
- Responsabile tecnico attività di base: Giuliano Rusca
- Responsabile organizzativo attività di base: Rachele Stucchi
- Segreteria: Maria di Martino, Deborah Dozio, Carmine Dragone, Maurizio Gotta, Elisa Todisco

Allenatori
- Primavera: Fulvio Pea
- Vice allenatore Primavera: Antonio Manicone
- Allievi nazionali: Giorgio Gatti
- Allievi regionali: Paolo Tomasoni
- Giovanissimi nazionali: Salvatore Cerrone
- Giovanissimi regionali: Gianmario Corti
- Giovanissimi regionali B: Stefano Bellinzaghi
- Esordienti: Michele Ravera
- Pulcini regionali: Giuliano Rusca
- Pulcini B: Fabio Pesatori, Gianni Vivabene
- Pulcini C: Paolo Migliavacca, Bruno Casiraghi

### Piazzamenti

#### Primavera
- Campionato Primavera: ottavi di finale.
- Coppa Italia Primavera: secondo turno eliminatorio.
- Torneo di Viareggio: ottavi di finale.
- Champions Under-18 Challenge: vincitore.[98]